# 上海圣尼古拉堂

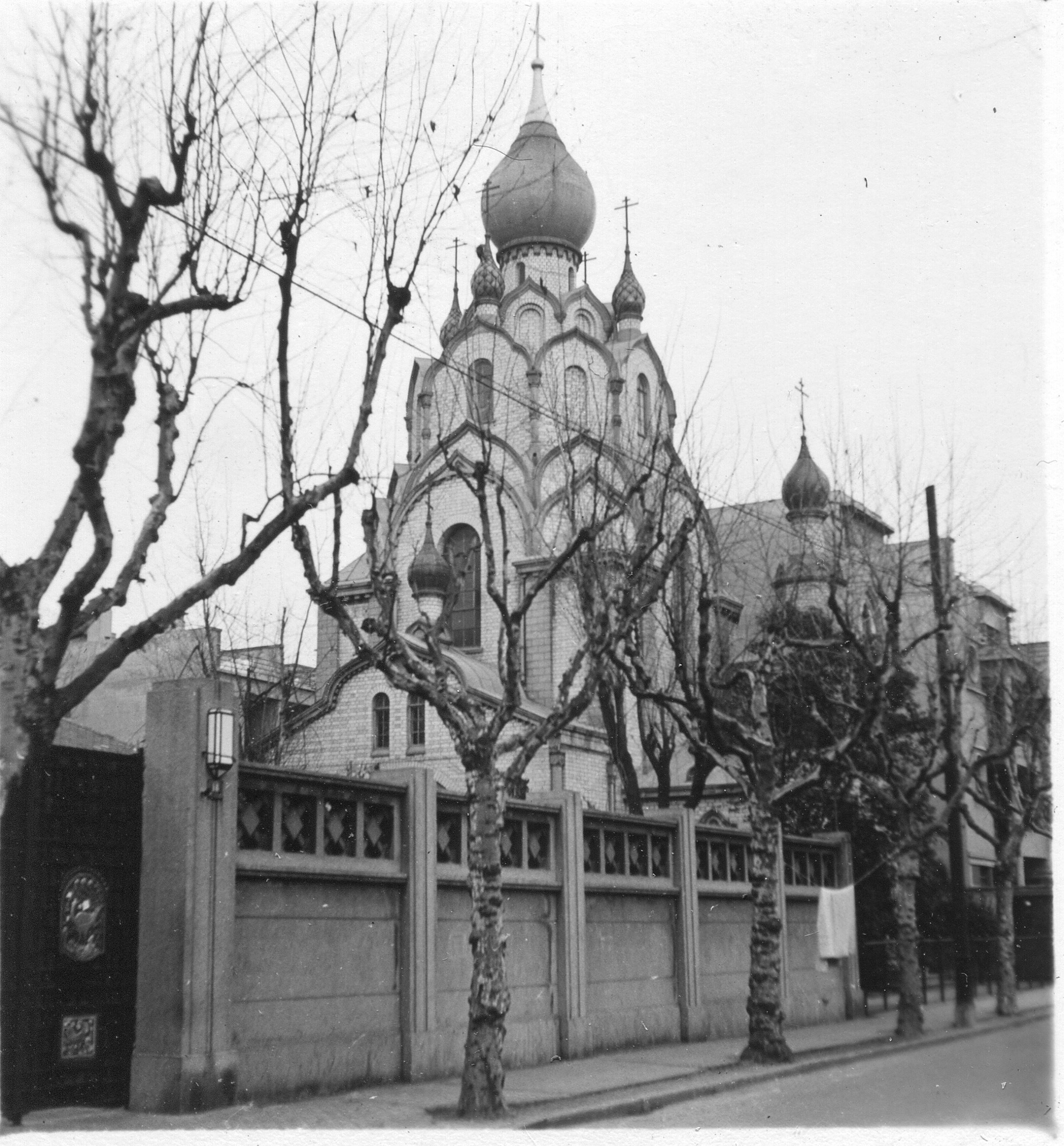
1940年代的圣尼古拉斯教堂

圣尼古拉堂是中国上海的一座前东正教教堂，位于上海市黄浦区（原卢湾区境内）皋兰路（原上海法租界高乃依路）16号。
上海的圣尼古拉堂原为军人小教堂，始创于1924年12月，位于法租界霞飞路583弄13号的民宅内，次年3月21日祝圣。1927年1月1日迁至霞飞路876号，1931年再迁至霞飞路929号。教堂内设立纪念遇难沙皇尼古拉二世的神龛。
1932年，格列博夫中将在俄侨和上海其他各国外侨中发起募捐，建造一座纪念尼古拉二世的东正教大教堂，筹集到10万银元，在法租界中心的高乃依路租地建造教堂。
俄侨建筑师亚龙无偿设计教堂。1932年12月18日，举行教堂奠基仪式。1934年3月31日，举行教堂祝圣仪式。教堂的风格为拜占庭式，内外装饰均极为华丽，有9个金色的圆顶与十字架，内部可容纳400到500名信徒。
1942年，圣尼古拉堂地皮租约到期，业主王丁秀珍女士依约收走房产。1946年法院进行调解，教堂仍归东正教会使用。不久，上海东正教会分裂，加入苏联国籍的北京总会维克托总主教(Святин Леонид Викторович,1893-1966)与白俄伊望总主教为教堂发生争讼，白俄主教胜诉。
1949年以后，俄侨大多离开上海。1955年8月，圣尼古拉堂关闭。1956年9月28日由苏联政府移交给中华人民共和国政府（业主王丁秀珍教授移居美国，2008年在美国加州圣莫妮卡去世）。1966年文革开始后，圣尼古拉堂的圆顶被毁，并被工厂占用。1990年代，曾开设幸运阁大酒店。1994年3月18日，该堂被公布为上海市建筑保护单位，教堂重建了穹顶，但改为简易的马赛克贴面。
2010年起，上海市民族和宗教事务委员会许可外籍人士在圣诞节与复活节举行东正教礼仪。2019年12月，教堂在重修后被改为民营书店--思南書局詩歌店，仍保留教堂作用。